# شعله جادویی
شعله جادویی یک فیلم درام صامت آمریکایی محصول سال ۱۹۲۷ به کارگردانی هنری کینگ است که تولید شده ساموئل گلدوین است و همچنین بر اساس نمایشنامه ۱۹۰۰ کونیگ هارکلین اثر رودولف لوتار ساخته شده‌است. جرج بارنز در نخستین دوره جوایز اسکار برای کارهایش خود در فیلم‌های شعله جادویی، شیطان رقاص و سیدی تامپسون نامزد جایزه بهترین فیلمبرداری شد. پس از اکران، این فیلم، به عنوان رومئو و ژولیت سیرک مشهور شد.
این فیلم حالا یک فیلم گمشده است. پنج حلقه اول در موزه جرج ایستمن نگهداری می‌شود، و همه این را قبول ندارند.

## بازیگران
- رونالد کلمن در نقش تیتو دلقک
- ویلما بانکی در نقش بیانکای آکروبات باز
- آگوستینو بورگاتو در نقش آهنگساز
- گوستاو فون زیفرتیتس در نقش صدراعظم
- هاروی کلارک در نقش دستیار
- شرلی پالمر در نقش همسر
- کازمو کیرل بلو در نقش شوهر
- جرج دیویس در نقش مرد سودمند
- آندره چرون در نقش مدیر
- وادیم اورانف در نقش بازدید کننده
- مورنیر-سورکوف در نقش شمشیر خور
- رائول پائولی به عنوان پرتاب کننده وزنه
- ویلیام بیکول
- لوسیل بالارت
- آستین جواهل